# Vivian Quarcoo
Vivian Quarcoo – polska wokalistka działająca w zespołach Izrael, Brygada Kryzys. Była żona Roberta Brylewskiego. Z pochodzenia jest pół-Polką i pół-Ghanką. Jej rodzice to Frank i Teresa Quarcoo.

## Życiorys
Na początku lat 80. XX w. była wokalistką jazzowej grupy Beale Street Band. W 1983 r. Robert Brylewski zaprosił ją do występowania ze świeżo utworzonym Izraelem. Po kilku miesiącach zostali parą. W 1986 roku Vivian Quarcoo urodziła Sarę Brylewską (która również jest wokalistką), a w 1990 r. Ewę Brylewską.
Ślub z Robertem Brylewskim wzięła po kilkunastu latach związku, w roku 1996. W 2001 r. wzięli rozwód.

## Dyskografia
Izrael
- Biada, biada, biada (1983)
- Nabij faję (1986; jako Vivian Goldrocker)
- Duchowa rewolucja (1987)
- Życie jak muzyka – Live ’93 (1994)

Brygada Kryzys
- Cosmopolis (1992)
- Live in Remont ’93 (1996)